# 蘇氏辛普遜鱂
蘇氏辛普遜鱂，為輻鰭魚綱鯉齒目鰕鱂亞目溪鱂科的其中一種，為熱帶淡水魚，分布於南美洲巴西東北部Pardo河流域，體長可達6公分，棲息在氾濫平原，生活習性不明。

## 擴展閱讀
維基物種上的相關：蘇氏辛普遜鱂